# Mono (musikgrupp)
Mono är en japansk musikgrupp från Tokyo som spelar stämningsfull instrumentalmusik i genren postrock. Bandet har sedan de bildades vintern 1999/2000 givit ut fem studioalbum, ett samlingsalbum, ett livealbum samt två EP-skivor. Gruppen består av de fyra medlemmarna Takaakira Goto (sologitarr), Yoda (kompgitarr), Tamaki Kunishi (elbas) och Yasunori Takada (trummor).
Likt många andra postrockband blandar även Mono in element från noiserock- och shoegazing-scenen. Till tidiga influenser hör bland andra My Bloody Valentine och Sonic Youth, medan de på senare tid låtit sig influeras av klassisk musik och kompositörer såsom Ennio Morricone och Henryk Górecki. Låtarna känns igen på att det aldrig förekommer någon sång i dem, samt att de vanligtvis är långa – inte sällan över 10 minuter. Monos senaste album Hymn to the Immortal Wind (2009) producerades av den amerikanska musikern Steve Albini, känd från band som Big Black och Rapeman.

## Medlemmar

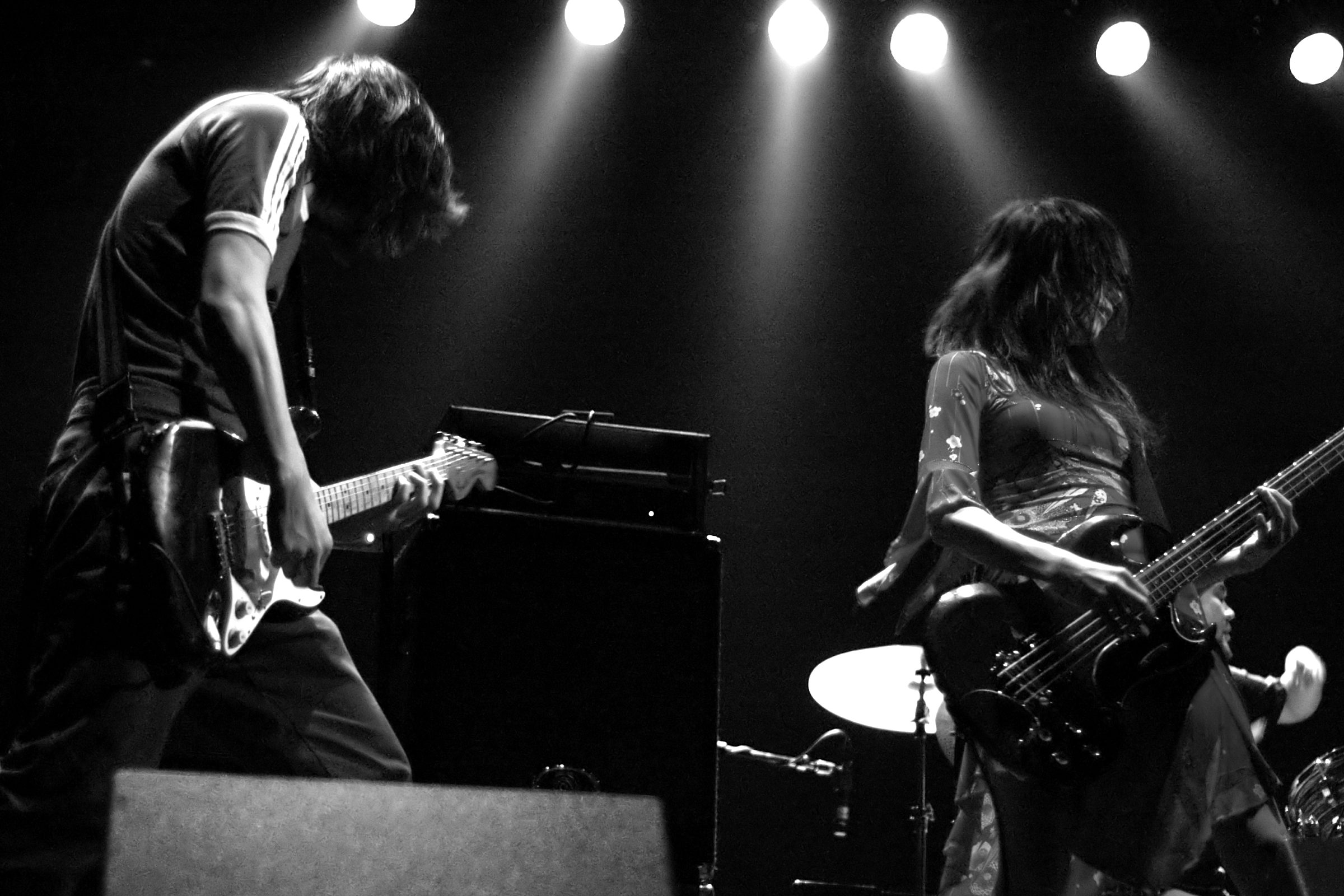
Mono live på Södra teatern i Stockholm den 2 maj 2005.

- Takaakira "Taka" Goto – sologitarr
- Yoda – kompgitarr
- Tamaki Kunishi – elbas, ibland även gitarr, piano, klockspel
- Yasunori Takada – trummor, ibland även synthesizer och klockspel

## Diskografi

### Studioalbum
- 2001 – Under the Pipal Tree
- 2003 – One Step More and You Die
- 2004 – Walking Cloud and Deep Red Sky, Flag Fluttered and the Sun Shined
- 2006 – You Are There
- 2009 – Hymn to the Immortal Wind
- 2012 – For My Parents
- 2014 – The Last Dawn
- 2014 – Rays of Darkness
- 2016 – Requiem for Hell
- 2019 – Nowhere Now Here
- 2021 – Pilgrimage of the Soul
- 2024 – Oath

### Samlingsalbum
- 2007 – Gone: A Collection of EPs 2000–2007

### Livealbum
- 2010 – Holy Ground: NYC Live with The Wordless Music Orchestra

### EP
- 2000 – Hey, You
- 2006 – Memorie dal Futuro
- 2007 – The Phoenix Tree
- 2022 – Scarlet Holliday